# Pratapgarh (Staat)

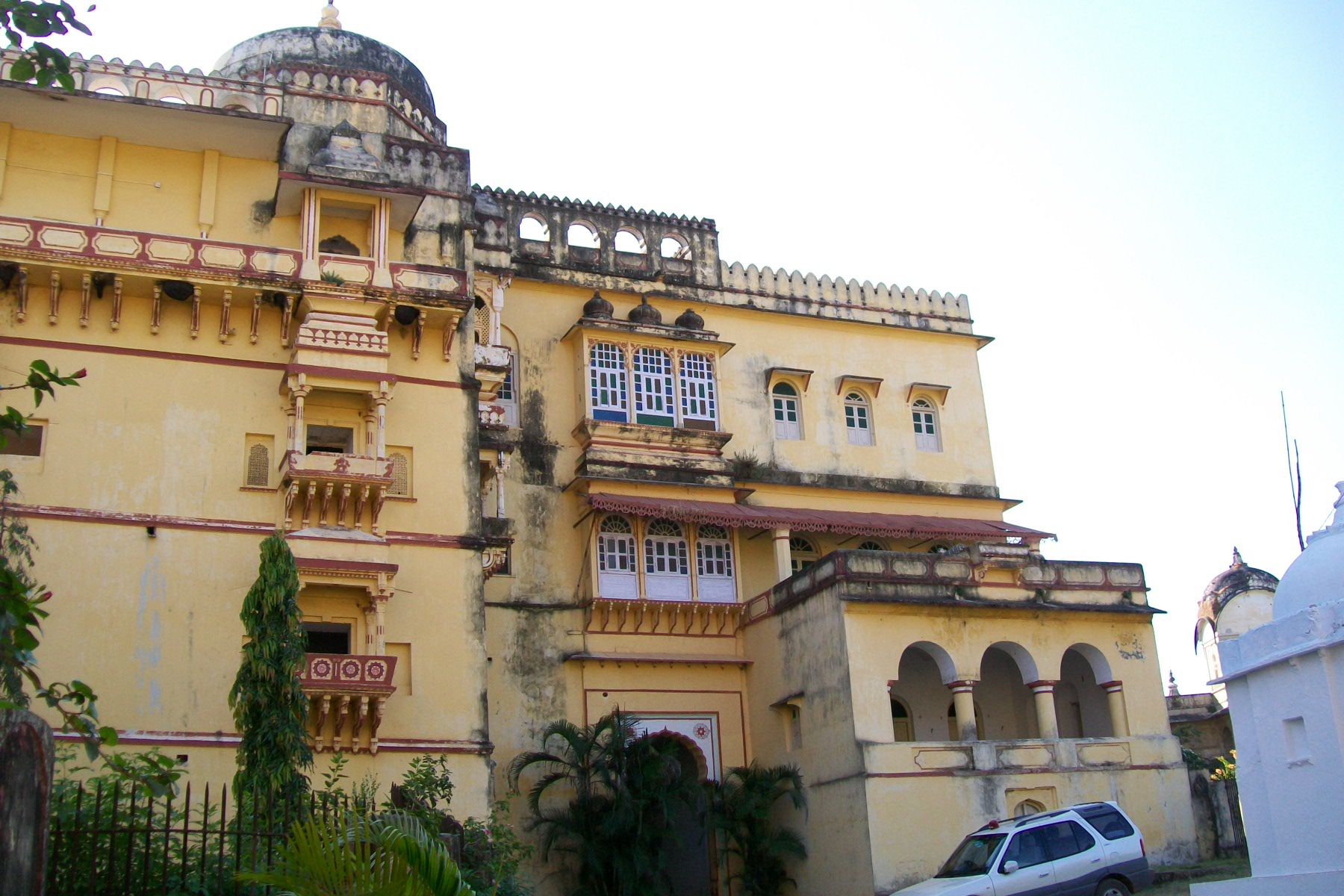
Devgarh-Palast in Pratapgarh

Pratapgarh (Hindi प्रतापगढ़ Pratāpgaṛh [prʌˈtɑːpɡʌɽʱ]; früher Partabgarh) war einer der Fürstenstaaten der Rajputen im heutigen Rajasthan (Britisch-Indien), benannt nach der gleichnamigen Hauptstadt.
Die Fürsten der Dynastie Sisodia entstammten einer Nebenlinie der Maharanas von Mewar (Udaipur). Das Fürstentum wurde 1425 von Rawat Kshemkaran Singh unter dem Namen Kanthal gegründet, hieß später Deolia und wurde 1689 nach der neuen Hauptstadt Pratapgarh benannt. Rawat Hari Singh (1628–1673) wurde vom Großmogul der Titel Maharaj Dhriraj Maharawat verliehen. Ein großer Teil der Bevölkerung gehörte zum indigenen Volk der Bhil.
Nach den Marathenkriegen wurde Pratapgarh britisches Protektorat und blieb es bis 1947. Es hatte 1941 eine Fläche von 2300 km² und 80.000 Einwohner. Am 25. März 1948 erfolgte der Beitritt zur Union von Rajasthan, am 7. April 1949 der Anschluss an Indien, am 1. November 1956 die Auflösung des Fürstenstaats.